# Владыкино (Каменский район)
Владыкино — село в Каменском районе Пензенской области России, административный центр Владыкинского сельсовета.

## География
Село расположено на берегу реки Малый Атмис в 18 км на юг от райцентра города Каменки.

## История
Основано в составе Завального стана Пензенского уезда не позже 1700 г. на землях, пожалованных в конце XVII в. дворянину Василию Владыкину, на которых поселили своих крестьян его сыновья Иван и Степан. В 1710 г. – 11 дворов, в 1718 г. – около 30 дворов, крестьяне принадлежали Ивану и Степану Васильевичам Владыкиным. В 1717 г. село разорено во время «кубанского погрома». До 1719 г. в село Сергиевское завезено Владыкиными из своих вотчин 174 крестьянина. В 18 в. построен храм во имя преподобного Сергия Радонежского. В 1774 г. село занято пугачевцами (отряд Ивана Иванова), которых встречали с хоругвями и иконами местные священники. С 1780 г. – село в составе Чембарского уезда Пензенской губернии. В 1782 г. село Сергиевское, Владыкино тож, и деревня Соболевка, Степана и Николая Михайловых детей Владыкиных, 201 двор, всей дачи – 13386 десятин, в том числе усадебной земли – 179, пашни – 8453, сенных покосов – 2341, леса – 860. Село показано на левых берегах речек Изранки и Малого Атмиса и на правом берегу безымянного истока. Церковь Обновления храма Воскресения Христова с двумя приделами – Дмитрия Ростовского и Сергия Радонежского и дом господский – деревянные. На речках – мучные мельницы: на Малой Атмисе – три, на Изранке – две, каждая об одном поставе. «Земля – чернозем, урожай хлеба средствен, а травы – хорош; лес строевой, дубовый, березовый, осиновый и липовый, между коим и дровяной; крестьяне на оброке и на пашне».
Развитие села как дворянского гнезда и ремесленно-торгового центра определяло его местоположение на старинном почтовом тракте, связывавшим Пензу с другими городами центральной России, в том числе с Москвой. К началу XIX в. село оказалось во владении трех Владыкиных, имело соответственно и три помещичьих усадьбы. «Старое гнездо» О.М. Лопатиной-Владыкиной (конец 19 в.) на западе села (дом сожжен революционерами в 1909 г.). С 1860-70-е гг. в селе проводились по понедельникам базары, имелось 17 лавок, постоялый двор, ярмарка 14 и 21 сентября (по старому стилю), винокуренный завод. В конце XIX в. центральная часть села была украшена усадьбой Степана Владыкина, а южная – его брата Николая, причем дом был куплен в Тарханах у бабушки М.Ю. Лермонтова в 1817 г. (в годы коллективизации утрачен). В 19 в. имелся винокуренный завод, село славилось торговлей. В 1877 г. насчитывалось 17 лавок, 3 трактира, 3 питейных дома; сентябрьская ярмарка; сельское училище в доме священника (с 1860 г.). В 1867 г. открылась церковноприходская школа в помещении при волостном правлении. В 1870 г. начала работу земская школа. В 1881 г. построена новая министерская образцовая школа и при ней библиотека. В 1883 г. в селе одной из первых в России женщин-врачей Л.Я. Визард-Владыкиной открыт родильный дом, в том же году открылось и женская земская школа на 40 учениц. Заслуга в преобразовании училищ принадлежит священнику В. А. Никольскому и Н.Н. Щетининой, попечительнице училища. По ее завещанию в 1880 г. выстроено здание бесплатного родильного дома, хозяйственно-деловую часть выполнил С.И. Щетинин, медицинскую организацию провела Л.Я. Визард-Владыкина. В 1896 г. – 326 дворов, каменная церковь во имя Сергия Радонежского (построена в 1882 г.), 2 образцовых земских училища одноклассных, мужское и женское, при селе усадьба Владыкина из 23–х жилых строений (95 муж. и 45 жен.), его же хутор – 8 дворов, 24 муж. и 5 жен.; усадьба Владыкиной – 1 дом, 1 муж. и 1 жен.; усадьба Пестрово – 11 дворов, 12 муж. и 4 жен.; хутор Шторх – 1 двор, 7 жит.
В начале XX в. появились хлебопекарня Бабашова и трехкорпусная больница с домом для земского доктора. В центре села, в барской усадьбе действовал домашний театр. В годы Первой русской революции 1905–06 гг. в селе убит крестьянами урядник С.И. Конышев-Тяжкин. В 1911 г. – волостной центр Чембарского уезда, 3 крестьянских общества, 362 двора, церковь, земская школа и школа Министерства народного просвещения, медицинский пункт, паровая и водяная мельницы, мельница с нефтяным двигателем и 2 – ветряных, 5 кузниц, трактир, 8 лавок. В 1917 г. в селе жила помещица Надежда Николаевна Щетинина-Владыкина, которая, по преданию, задолго до революции подарила крестьянам 600 десятин земли и пользовалась большим уважением.
С 1928 года село являлось административным центром Владыкинского сельсовета Каменского района Пензенского округа Средне-Волжской области (с 1939 года в составе Пензенской области). На октябрь 1929 г. в селе насчитывалось 555 дворов. В 1930 г. организован колхоз «Луч свободы» во главе с 25-тысячником Моржухиным. Затем он разделен на три хозяйства: имени Карла Маркса, имени Крупской и «Заветы Ильича». После войны они были вновь объединены в один колхоз имени Карла Маркса (1955 г.), а в 1968 г. он преобразован в совхоз «Владыкинский». В 1980-е гг. – центральная усадьба совхоза «Владыкинский» (растениеводство с развитым животноводством).

## Население
| 1718  | 1864  | 1877  | 1897  | 1911  | 1926  | 1930  |
| ----- | ----- | ----- | ----- | ----- | ----- | ----- |
| 309   | ↗1309 | ↗1649 | ↗1902 | ↗2290 | ↗2661 | ↘2582 |
| 1939  | 1959  | 1970  | 1979  | 1989  | 1996  | 2002  |
| ↘2089 | ↘856  | ↘630  | ↘574  | ↘540  | ↗561  | ↘500  |
| 2010  |       |       |       |       |       |       |
| ↘460  |       |       |       |       |       |       |

## Инфраструктура
В селе имеются средняя общеобразовательная школа, детский сад-ясли, филиал детской музыкальной школы, фельдшерско-акушерский пункт, дом культуры, отделение почтовой связи, отделение Сбербанка. 

## Достопримечательности
В селе сохранились усадебный дом и конный двор Владыкиных, церкви Стефана Савваита (1861) и Сергия Радонежского (1882). 

## Известные люди
Владыкино — родина известного композитора, хорового дирижера, педагога А.В. Никольского (1874–1943). Родина академика живописи К.А. Горбунова (бывшего крепостного крестьянина, 1822–1893), драматурга и артиста Московского Малого театра М.Н. Владыкина, поэта А.Е. Галкина, журналиста и поэта А.И. Казакова.